# بلشنو
بلشنو (به چکی: Blešno) یک منطقهٔ مسکونی در جمهوری چک است که در ناحیه هرادتس کرالووه واقع شده‌است. بلشنو ۳۰۹ نفر جمعیت دارد.